# NGC 7060
NGC 7060 é uma galáxia espiral barrada (SBa) localizada na direcção da constelação de Microscopium. Possui uma declinação de -42° 24' 39" e uma ascensão recta de 21 horas, 25 minutos e 53,5 segundos.
A galáxia NGC 7060 foi descoberta em 2 de Setembro de 1836 por John Herschel.